# Slipstream (videojuego de 2018)
Slipstream es un videojuego de carreras desarrollado y publicado por Ansdor para Linux, Mac OS X, Windows el 21 de mayo de 2018, y más tarde para Nintendo Switch, PlayStation 4, PlayStation 5, Xbox One y Xbox Series X/S el 7 de abril de 2022. Se inspira en las imágenes, la música, los juegos y los autos de finales de los 80 y principios de los 90.

## Jugabilidad
Slipstream es un juego de carreras en tercera persona con gráficos pseudo 3D. Cuenta con 5 modelos de coches, cada uno con sus propias especificaciones y estilo. Hay 20 pistas diferentes, ambientadas en una variedad de lugares exóticos. Además cuenta con multijugador local de hasta 4 jugadores. Tiene una banda sonora original con 9 canciones exclusivas y se puede agregar música personalizada. Hay varias de opciones gráficas para personalizar las imágenes del juego, incluido el modo de 30 fps, los filtros CRT y NTSC.

### Modos de juego
- Grand Tour, un viaje por carretera a través de paisajes exóticos, con caminos que se ramifican y rivales contra los que competir.
- Cannonball, un modo de carrera libremente personalizable con tráfico, rivales y otros corredores opcionales.
- Grand Prix, un modo de campeonato con cinco carreras seguidas y premios en dinero que se usan para mejorar el coche.
- Single Race, solo una carrera en cualquiera de las 20 pistas del juego.
- Time Trial, una carrera en solitario contrarreloj.
- Battle Royale, un modo de carrera de resistencia de eliminación.

## Recepción
Slipstream recibió críticas "generalmente favorables" según el sitio web agregador de reseñas Metacritic.
Casey Scheld de Gamers Heroes escribió: "Su modo de juego puede parecer simple al principio, pero proporciona un desafío que se remonta a los días de los grandes masticadores de veinticinco centavos".
Andrea Sorichetti de Everyeye.it escribió: "Slipstream es una panacea para todos los nostálgicos de Out Run que busquen algo similar pero que sepa destacar. Derrapar es maravilloso frente a fondos tan bien hechos, especialmente si hay una banda sonora variada pero siempre perfectamente apta para enmarcarlo todo. Ansdor es claramente un proyecto de pasión, el equivalente en videojuegos de los coches de proyecto que los entusiastas construyen en su garaje con sus propias manos. Excelente en su extrema sencillez, variada en la oferta y satisface conducir pad en mano. Es difícil pedir más de un videojuego como Slipstream, tal vez tenga un poco más de atención a los detalles pero puedes superarlo sin problemas".
Stan Yeung de Gaming Age escribió: "Slipstream es realmente una obra de amor. Su jugabilidad hace honor a su material de origen y si miras de cerca a los rivales que te desafían en cada pista, sabrás que Ansdor es definitivamente un fanático de las carreras en los medios en general (te veo Tofu Boy... pero, ¿por qué tu auto no es blanco? Además, ¿cómo se siente Din Mikal acerca de la familia?). El juego puede parecer un poco demasiado duro a veces, pero Ansdor deja muchas opciones de accesibilidad para aplanar la curva de aprendizaje. Out Run podría ser atascado en el garaje, pero Slipstream anda por ahí recorriendo las calles y es un paseo perfectamente viable".
A.K Rahming de PC Invasion escribió: "Si bien es frustrante debido a que cumple con los límites establecidos por los corredores retro, Slipstream sigue siendo un regalo genial para cualquier fanático de los clásicos. Se ve, suena y se siente como si viniera de esa época. Estoy seguro de que si tuvieras que abofetear una pegatina en la cubierta de un cartucho de Genesis y le preguntas a alguien que nunca ha oído hablar del juego si alguna vez lo ha jugado, probablemente diría que sí. Así de convincente es".